# Гуківська сільська територіальна громада
Гуківська сільська громада — територіальна громада України, в Кам'янець-Подільському районі Хмельницької області. Адміністративний центр — село Гуків.
Площа громади — 95,07 км², населення — 2817 мешканців (2018).
Утворена 15 вересня 2016 року шляхом об'єднання Гуківської, Жабинецької, Пукляківської та П'ятничанської сільських рад Чемеровецького району.
Громада розташована на півдні Хмельницької області, вздовж лівого берега річки Збруч. Територією громади проходить автомобільний шлях регіонального значення Р 24.

## Населені пункти
До складу громади входять 8 сіл:
| Населений пункт | Населення (2016) |
| --------------- | ---------------- |
| Гуків           | 637              |
| Мар'янівка      | 548              |
| Жабинці         | 500              |
| П'ятничани      | 480              |
| Пукляки         | 247              |
| Мала Бережанка  | 218              |
| Долинівка       | 114              |
| Бурти           | 61               |